# دابل تولگیت (ویرجینیا)
دابل تولگیت (به انگلیسی: Double Tollgate) یک منطقهٔ مسکونی در ایالات متحده آمریکا است که در شهرستان کلارک، ویرجینیا واقع شده‌است.